# Manufactures de glaces et verres de Saint-Quirin, Cirey et Monthermé
Les Manufactures de glaces et verres de Saint-Quirin, Cirey et Monthermé sont une société anonyme d’actionnariat familial regroupant plusieurs verreries spécialisées dans le verre à vitre et la miroiterie. Principal concurrent de la Manufacture des Glaces de Saint-Gobain, les deux manufactures fusionnent en 1858.

## Historique
Les Manufactures de glaces et verres de Saint-Quirin, Cirey et Monthermé sont issues du rachat de la verrerie de Monthermé en 1766 et de la verrerie de Cirey en 1817 par la verrerie de Saint-Quirin.

### Verrerie de Monthermé (1749-1766)
Le 22 juillet 1749, Gilles Amoury est autorisé à construire à Monthermé une verrerie sur le bord de la Meuse, pour y fabriquer pendant 20 ans toute espèce d'ouvrages de verrerie.
Après avoir connu des difficultés, l'établissement est vendu par autorité de justice et adjugé à Jean-Baptiste Husson et consorts le 28 janvier 1762.
Jean-Baptiste Husson fabrique à Monthermé des verres en tables, façon de Bohême et toutes autres espèces d'ouvrages de verreries.
Le 2 juin 1766, la verrerie est vendue à la Compagnie de Saint-Quirin, représentée par Antoine-Marie Guaita, Georges Guaita, Louis Ména et Pierre Ména.

### Verrerie de Cirey (1762-1817)

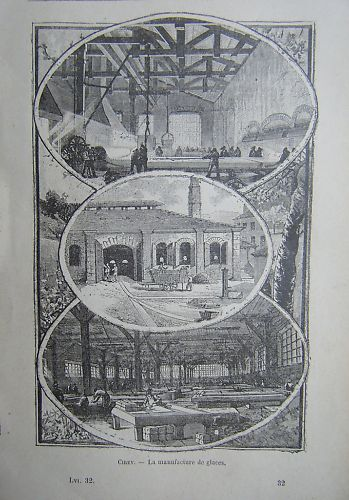
verrerie de Cirey au XIXe siècle

Le 16 février 1762, le marquis de Marmier autorise messieurs Moniot, Salmon, de Montzey et Co à établir un fourneau, une forge et un martinet sur son domaine à Cirey par un bail de 18 ans.
En 1767, Migne, de Montzey, Salmon et Mogniot deviennent propriétaires des fourneaux, forges et dépendances avec les terrains de 40 hectares, cédés par le marquis de Marmier. En 1770, Georges Braux, Pierre de Briot et Jean-François de Montzey rachetent les parts de Mogniot.
La société sera successivement vendue en 1781 à François Lecomte, et en 1792 Benjamin Malherbe, gendre de M. Lecomte.
En 1806, Benjamin Malherbe convertie sa forgerie en une verrerie à trois fours. Il y fabrique du verre à vitres, des cylindres, du verre en table, et des glaces soufflées.
À la suite du décès de Benjamin Malherbe, la verrerie est vendue le 15 mai 1817 aux Manufactures de glaces et verres de Saint-Quirin et Monthermé pour 160 000 Fr.

### Verrerie de Saint-Quirin (1737-1766)
Le 9 avril 1737, les religieux de Marmoutier (Alsace, ordre de Saint Benoît) sont autorisés par le Roi à établir deux verreries dans leurs forêts du prieuré de Saint-Quirin.
En 1739, les religieux de Saint-Quirin passent à Antoine Renaud, un entrepreneur et ouvrier verrier, un bail emphytéotique de 99 ans, pour l'exploitation d'une verrerie à établir à Lettenbach.
En 1741, lors d’un nouveau bail de 99 ans annulant le précédent, les religieux cèdent à Antoine Renaud et Hugues Drolenvaux, inspecteur des ponts et chaussées : le canton Lettembach, le canton de la Basse des Charmilles, pour y établir deux verreries.  En 1747, les religieux de Marmoutier, Antoine Renaud et Hugues Drolenvaux se répartissent chacun un tiers de la société.
Drolenvaux fait venir des verriers de Bohême et il introduit le soufflage des verres en cylindre. Les verreries fabriquent du verre en table sans boudin, de type verre blanc cristallin de Bohême, propre pour les grandes estampes, peintures en pastel et glaces de carrosse.
En 1750, Drolenvaux rachète la part de Renaud. En 1752, il ferme la verrerie de la Basse des Charmilles pour agrandir celle de Lettembach, qui possède alors trois fours. Le 4 décembre 1755, le roi honore cet établissement précieux et lui accorde le titre de « Manufacture Royale »,  il autorise alors à donner à l’établissement le nom de « Manufacture royale de cristaux et de verres en table».

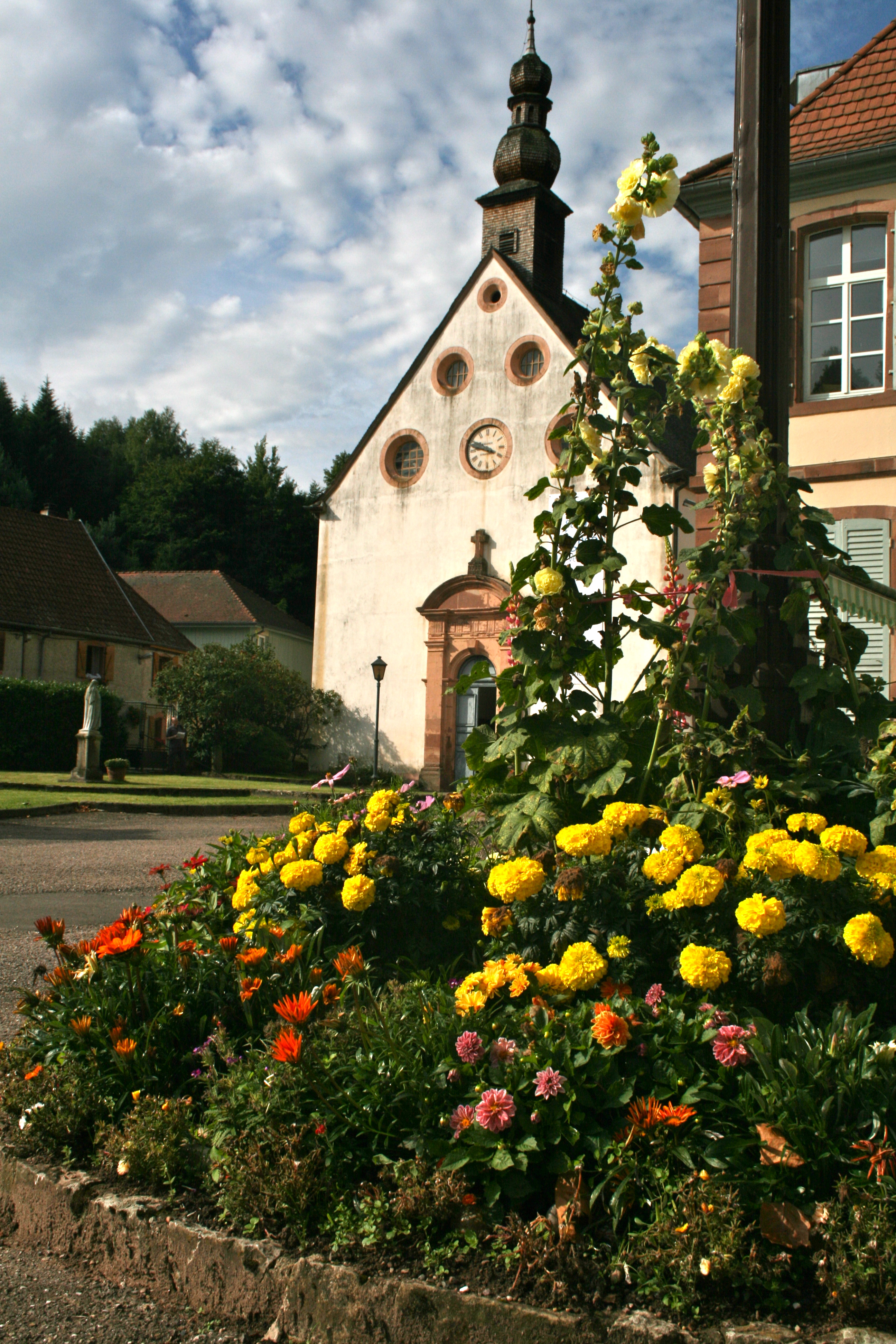
Église des Verriers, Lettenbach (Saint-Quirin, Moselle)

La manufacture devient de plus en plus importante, la marchandise est supérieure en qualité et moins onéreuse en prix à celle des verreries de Bohême.
En 1756, la chapelle des Verriers de Lettenbach est construite, sur les plans d'Antoine Marie Guaita, pour les besoins des ouvriers et de leurs familles. Elle est classée monument historique en 1984.
Afin de développer la manufacture, Drolenvaux cherche des partenaires industriel et financier et trouve Claude-Henry Lanfrey, marchand bourgeois de Strasbourg, ainsi qu’Antoine Marie Guaita, banquier à Francfort-sur-le-Main. Claude-Henry Lanfrey et Antoine-Marie Guaita rachètent alors la moitié des parts de Drolenvaux et la totalité des parts des religieux de Marmoutier en 1760.
En 1762, Hugues Drolenvaux se retire au profit de Louis-Antoine Ména, avocat au Conseil souverain d'Alsace, son neveu par alliance. À cette époque, la société rachète progressivement la verrerie de Plaine de Walsch. Par acte de société du 25 juin 1764, Louis-Antoine Ména, Claude-Henry Lanfrey et Antoine-Marie Guaita sont associés pour 1/3 chacun de la société. Lanfrey est nommé directeur.
En 1764, la Société prend à bail pour neuf années la verrerie voisine du Harberg et construit un sixième four à Lettembach.

## Manufactures de glaces et verres de Saint-Quirin, Cirey et Monthermé
Le 2 juin 1766, la Compagnie de Saint-Quirin rachète la verrerie la verrerie de Monthermé pour 160 000 F. Pierre Ména, cousin de Louis-Antoine Ména, entre dans la société.
Les associés sont Antoine-Marie Guaita, pour 2/5 des parts, Claude-Henry Lanfrey pour 1/5, Louis-Antoine Ména pour 1/5 et Pierre Ména pour 1/5. Antoine-Marie Guaita cède la moitié de ses parts à son fils Georges de Guaita.
La manufacture est constituée :
- de l'emphytéose de Saint-Quirin (Lettembach), pour la moitié appartenant à la Société,
- du bail de neuf années de l’autre moitié de Saint-Quirin appartenant à l'abbaye de Marmoutier,
- de la propriété de la verrerie de Plaine-de-Walsch,
- du bail de la verrerie de Harreberg,
- de la propriété des verreries royales de Monthermé.

À partir de 1766, la Compagnie de Saint-Quirin et Monthermé a successivement fabriqué à Monthermé, de la gobeleterie de Bohême, des verres à vitres dits d'Alsace, des verres à vitres blancs pour vitrages de luxe et pour estampes. les globes de pendules.
Lanfrey est directeur de Saint-Quirin, Plaine de Walsch et le Harberg, Louis-Antoine Ména est directeur de Monthermé. Le 15 août 1773, M. Lanfrey donne sa démission, il est remplacé  par Louis-Antoine Ména (directeur de fabrication) et Pierre Ména (directeur financier). M. Guillaume Moyen remplace Louis-Antoine Ména, comme directeur à Monthermé.
En 1777, Lanfrey quitte la société vend ses parts à ses anciens associés pour 100 000 livres, plus les verreries de Harberg et Plaine-de-Walsch qu'il va exploiter pour son compte.
La Compagnie de Saint-Quirin et Monthermé, forte de son titre et de ses capitaux, déclare en 1771 avoir le droit de polir son verre. Ce qui entraîne un long procès contre la Compagnie de Saint Gobain. Pierre-Louis Roederer, conseiller au parlement, est chargé de défendre les intérêts de Saint-Quirin lors du procès à partir de 1783. En janvier 1785, le tribunal autorise la Compagnie de Saint-Quirin à polir son verre blanc soufflé. Pierre-Louis Roederer en épousant en 1777 Louise de Guaita, devient le gendre d’Antoine-Marie Guaita. Il est également le beau-frère de Louis-Antoine-Ména par le mariage en 1765 de sa sœur Anne Roederer.
En 1785, la Compagnie de Saint-Quirin et Monthermé fait partie des trois plus grandes verreries d’Europe avec la cristallerie de Baccarat  et la cristallerie de Saint-Louis-lès-Bitche.
Pierre Ména décède en 1786. Sans héritiers, les coassociés proposent à Pierre-Louis Roederer de racheter les parts de Pierre Ména pour 500 000 F. Georges de Guaita prend la direction, assisté par M. Joseph Chamot.
Louis-Antoine Ména prend sa retraite en 1789 et cède ses parts à son gendre Auguste Desrousseaux. Ce dernier prend la direction de Monthermé. Les coassociés sont Antoine-Marie Guaita,  Georges de Guaita, Pierre-Louis Roederer et Auguste Desrousseaux, chacun pour ¼.

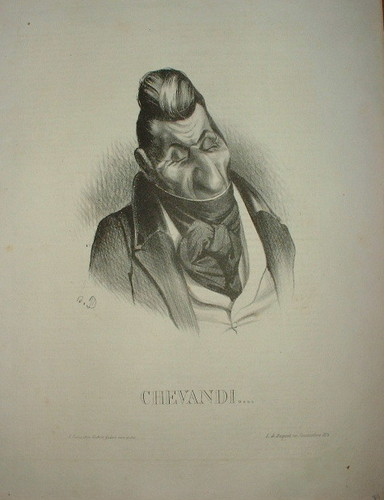
Auguste Chevandier de Valdrome, président des Manufactures. Caricature du Charivari

Afin de continuer le développement de la société, Georges de Guaita fait venir en 1805 un jeune chimiste nommé Auguste Chevandier de Valdrome. Il est nommé directeur et épouse, peu de temps après, Catherine-Claire de Guaita, la fille de Georges. Auguste Chevandier de Valdrome donne une nouvelle impulsion aux verreries et devint l’inspirateur et l’âme de cette industrie.
En 1808, Louis-Philippe Desrousseaux prend la direction de Monthermé, en remplacement de son père.
Le 27 octobre 1813, la société devient l’une des toutes premières sociétés françaises à adopter le statut de société anonyme et prend la dénomination de « Manufactures de glaces et verres de Saint-Quirin et Monthermé ».
La manufacture rachète pour 160 000 F la verrerie de Cirey le 15 mai 1817. Georges de Guaita prend la direction de Cirey, son fils Antoine-Marie prendra sa place à partir de 1825. Alors que les verreries de Saint-Quirin sont toujours sous bail emphytéotique, la partie la plus importante de la production est transférée à Cirey.
Pendant 25 ans, la concurrence est redoutable et gênante avec la Compagnie de Saint-Gobain. À la suite d'un premier échec de fusion, les deux plus grandes verreries française adoptent d'un commun accord en 1830 de vendre leurs glaces et verres dans le même entrepôt et au même tarif.
En 1831, Auguste Chevandier de Valdrome est élu député. Il garde sa fonction de président du conseil d’administration jusqu'à la fusion en 1858, mais il consacre moins de temps à la direction. Il nomme alors en 1835 ses fils Eugène Chevandier de Valdrome (diplômé de École centrale des arts et manufactures en 1831), directeur à Cirey et Georges Chevandier de Valdrome sous-directeur à Saint-Quirin. La verrerie de Cirey emploie 600 ouvriers.
Le bail expire en 1840. La société anonyme des Manufactures de glaces et verres de Saint-Quirin et Monthermé rachète la pleine propriété des verreries de Saint-Quirin pour 336 100 F.
Par acte du 12 mai 1841, elle est renommée « Manufactures de glaces et verres de Saint-Quirin, Cirey et Monthermé ». Le siège social est établi à Paris, son capital est de 8 millions de francs, divisé en 192 actions. Elle est administrée par Étienne de Guaita (fils d’Antoine-Marie), Auguste Chevandier de Valdrome (président), Louis-Philippe Desrousseaux (fils d’Auguste) et Antoine-Marie Roederer (fils de Pierre-Louis et Louise de Guaita). En 1844, ils sont rejoints à l’administration par Jean-Baptiste de Mesny (gendre de Georges de Guaita), Gaspard Gourgaud (gendre de Pierre-Louis Roederer), François de Guaita (fils de Georges) et Édouard Desrousseaux (fils d’Auguste).
La société emploie de 1 500 à 2 000 ouvriers. En 1847, Saint-Gobain en emploie 1 600.
En 1845, Monthermé ferme définitivement ses portes et Saint-Quirin ne figure plus que pour la forme : tout est déménagé et centralisé à Cirey qui s'agrandit encore, de même pour les verriers de Monthermé et Saint-Quirin qui s’installe à Cirey. Le 29 novembre 1845, la Société vend pour 220.000 francs à Louis-Philippe Desrousseaux le château de Monthermé, les terrains et les constructions de la verrerie de Monthermé, entièrement vidées de toutes les machines, de tout l'outillage et de tous les stocks ; à charge pour Louis-Philippe Desrousseaux de ne plus y fabriquer de verre d'aucune sorte. Il la transforme en fonderie.

### Techniques industrielles
Dans cette manufacture, plusieurs centaines d'ouvriers coulent des glaces aux proportions souvent considérables et de toutes dimensions dans une dizaine de fours. On y travaille aussi le verre en table. Les glaces reçoivent leurs derniers perfectionnements dans l'entrepôt de Paris. Les usines sont équipées de moulins avec pilons et de polissoirs.
Les produits coulés et soufflés des manufactures de glaces sont récompensés par de nombreuses médailles d'or et le Rapport du Jury Central sur les Produits de l'Agriculture et de l'Industrie ne tarie pas d'éloges sur les réalisations des industriels de Cirey et Saint-Quirin, tant «sous le rapport des dimensions que sous celui de la perfection du polissage et de l'absence complète des veines bleues ou vertes qui déparent habituellement les plus beaux morceaux de ce genre. La glace en blanc qu'expose Cirey cette année est le plus grand morceau de verre qui ait jamais été fabriqué en France. Sa perfection est complète ».
Les techniques utilisées dans les verreries de Saint-Quirin, Cirey et Monthermé pour les glaces coulées et soufflées.
Lorsque les glaces sont coulées, on leur fait subir une première opération mécanique, qui a pour objet d'en dresser les deux surfaces et de les ramener à une épaisseur convenable ; ensuite, on les polit pour les livrer à la consommation. Pour dresser les deux surfaces de la glace avec régularité, précision et économie, une machine spéciale est nécessaire.
Dans la fabrication des glaces, les deux opérations les plus importantes sont la fusion et le travail par lequel on dégrossit les glaces brutes. Ce sont là les opérations coûteuses et essentielles : la fusion, par sa durée, le combustible qu'elle consomme et les qualités qu'elle donne ou qu'elle ôte au verre ; le dégrossi, par la quantité de travail qu'il exige et par les qualités ou les défauts que les glaces en reçoivent, selon que leurs deux surfaces en sortent plus ou moins exactement planes et parallèles. La Compagnie de Saint-Quirin et Cirey, non contente d'avoir obtenu un verre à glace très-blanc [sic] et bien affiné, veut porter dans le dégrossissage des glaces toute la perfection désirable.
Elle y parvient à force d'essais durant neuf années et 600 000 F d'investissement. Les pièces d'une machine spéciale sont construites dans les ateliers de la compagnie et sur ses propres plans. Ces pièces assemblées et montées à Cirey fournissent une machine puissante, capable de dégrossir toutes les glaces de cet établissement. Les dispositions de la machine sont si bien calculées qu'elle dégrossit et doucit les glaces parfaitement.
La cuiller : prélever la matière vitreuse dans le creuset, au travers de l’ouvreau, à l’aide d’un instrument, canne ou pontil.

### Verrerie de Mannheim
Il n’existe pas d’équivalent industrielle en Allemagne qui importe une majeure partie de ces verres et miroirs. Les administrateurs décident alors de créer une verrerie en Allemagne lors de la réunion du Conseil de Surveillance du 17 février 1848. Eugène Chevandier de Valdrome s’occupe de lancer cette nouvelle verrerie, qui ouvre en 1853 à Mannheim. Il la dirige, en parallèle de la verrerie de Cirey. Elle emploie rapidement environ 400 employés et ouvriers, venus principalement de Saint-Quirin, et exploite des machines importées de France. Cette nouvelle verrerie exporte ses produits vers l’Europe de l’Est, l’Europe du Nord, la Suisse et l'Amérique Latine.

## Manufactures des glaces et produits chimiques de Saint-Gobain, Chauny & Cirey
Le 21 juin 1855, un projet de fusion avec la Manufacture des Glaces de Saint-Gobain fait l’objet d’une convention. Les statuts de la nouvelle société anonyme des “Manufactures des Glaces et Produits Chimiques de Saint-Gobain, Chauny & Cirey» sont approuvés 11 juin 1858.
Saint Quirin apporte la verrerie de Cirey et celle de Mannheim, et Saint-Gobain apporte la verrerie de Saint-Gobain et celle de Chauny. Antoine Pierre Hély d'Oissel est élu président, et Auguste Chevandier de Valdrome est élu vice-président.
Les administrateurs de la nouvelle société sont Auguste Chevandier de Valdrome, Antoine-Marie Roederer, Louis-Philippe Desrousseaux de Medrano, François de Guaita et neuf autres issus de Saint-Gobain.
Le capital de la nouvelle société est divisé en 3 600 actions, dont 960 issues de l’ancienne société de Saint-Quirin, 2304 issues de l’ancienne société de Saint-Gobain, et 336 actions restant à la souche.
En 1870, 6 500 personnes travaillent dans la « Société anonyme des manufactures des glaces et produits chimiques de Saint-Gobain, Chauny & Cirey ».

## Direction des Verreries

### Verrerie de Monthermé
- 1749-1762 : Gilles Amoury
- 1762-1766 : Jean-Baptiste Husson
- 1766-1773 : Louis-Antoine Ména
- 1773-1789 : Guillaume Moyen
- 1789-1808 : Auguste Desrousseau
- 1808-1846 : Louis-Philippe Desrousseaux de Medrano

### Verrerie de Cirey
- 1781-1792 : François Lecomte
- 1792-1817 : Benjamin Malherbe
- 1817-1825 : Georges de Guaita
- 1825-1835 : Antoine-Marie de Guaita
- 1835-1860 : Eugène Chevandier de Valdrome

### Verrerie de Saint-Quirin
- 1739-1741 : Antoine Renaud
- 1741-1762 : Hugues Drolenvaux
- 1762-1773 : Claude-Henry Lanfrey
- 1773-1786 : Louis-Antoine Ména (directeur de fabrication) et Pierre Ména (directeur financier)
- 1786-1805 : Georges de Guaita
- 1805-1813 : Auguste Chevandier de Valdrome
- 1813-1858 : Auguste Chevandier de Valdrome (président)
- 1835-1858 : Georges Chevandier de Valdrome (sous-directeur)

### Personnalités liées à l'actionnariat familial
- Antoine-Marie Guaita (1722-1808), banquier,
- Pierre-Louis Roederer (1754-1835), gendre d’Antoine-Marie Guaita, député, ministre des finances,
- Joseph-Auguste Desrousseaux (1753-1838), administrateur de Saint-Quirin, député,
- Auguste Chevandier de Valdrome (1781-1865), président de Saint-Quirin, puis vice président de Saint-Gobain, député,
- Antoine-Marie Roederer (1782-1865), administrateur de Saint-Quirin, puis  administrateur de Saint-Gobain, préfet,
- Gaspard Gourgaud (1783-1852), gendre de Pierre-Louis Roederer, administrateur de Saint-Quirin, général de brigade,
- Eugène Chevandier de Valdrome (1810-1878), administrateur de Saint-Gobain, député, ministre de l'intérieur,
- Paul Chevandier de Valdrome (1817-1877), peintre paysagiste,
- Louis-Thomas Mariani (1815-1890), époux de Thérèse Allesina von Schweitzer (fille adoptive de François de guaita), député,
- Thomas-Louis Mercier (1800-1882), gendre d’Antoine-Marie Roederer, administrateur de Saint-Quirin, puis  administrateur de Saint-Gobain, député,
- Napoléon Gourgaud (1823-1879), administrateur de Saint-Quirin, député,
- Henri Duparc (1848-1933), compositeur,
- Stanislas de Guaita (1861-1897), occultiste,
- Pierre Louis Roederer (1856-1940), président de Saint-Gobain,
- Pierre de Liedekerke de Pailhe (1869-1943), ministre des affaires économiques (1925-26) et de l'Agriculture (1926),
- Napoléon Gourgaud (1881-1944), collectionneur d'art et mécène,
- Pierre Hély d'Oissel (1887 - 1959), fils de Blanche-Charlotte Roederer, PDG de Saint-Gobain.

### Arbre généalogique des actionnaires
Généalogie simplifiée des familles Guaita (Chevandier de Valdrome, de Guaita, Roederer...) et Ména (Desrousseaux) indiquant l'implication active des personnes (directeurs et/ou administrateurs) signalées par une pastille rouge () et la présence passive (actionnaires familiaux) signalée par une pastille bleue (), dans l'activité des Manufactures de glaces et verres de Saint-Quirin, Cirey et Monthermé, puis de la Manufacture des glaces et produits chimiques de Saint-Gobain, Chauny et Cirey.

|                                                                                      |                                                                                      |                                                                                      |                                                                                      |                                                                                      |                                                                                      |  |  | | | | | | |  |  |                                                                          |                                                                          |                                                                          |                                                                          |                                                                          |                                                                          | Antoine-Marie Guaita (1722 † 1808) Banquier | Antoine-Marie Guaita (1722 † 1808) Banquier | Antoine-Marie Guaita (1722 † 1808) Banquier                             | Antoine-Marie Guaita (1722 † 1808) Banquier                             | Antoine-Marie Guaita (1722 † 1808) Banquier                             | Antoine-Marie Guaita (1722 † 1808) Banquier                             |                                                                         |                                                                         |  |  |                                                                                      |                                                                                      | Catherine Claire Bessel (1733 † 1783)                                                | Catherine Claire Bessel (1733 † 1783)                                                | Catherine Claire Bessel (1733 † 1783)                                                | Catherine Claire Bessel (1733 † 1783)                                                | Catherine Claire Bessel (1733 † 1783) | Catherine Claire Bessel (1733 † 1783) |                                                                         |                                                                         |                                                                         |                                                                         |                                                                         |                                                                         | Pierre Louis Roederer (1711 † 1789) | Pierre Louis Roederer (1711 † 1789) | Pierre Louis Roederer (1711 † 1789)                                                  | Pierre Louis Roederer (1711 † 1789)                                                  | Pierre Louis Roederer (1711 † 1789)                                                  | Pierre Louis Roederer (1711 † 1789)                                                  |                                                                                      |                                                                                      |  |  |                                                                |                                                                | Margueritte Gravelotte (1717 † 1768)                           | Margueritte Gravelotte (1717 † 1768)                           | Margueritte Gravelotte (1717 † 1768)                           | Margueritte Gravelotte (1717 † 1768)                           | Margueritte Gravelotte (1717 † 1768) | Margueritte Gravelotte (1717 † 1768) | | | | | | |  |  |                                 |                                 |                                 |                                 |                                 |                                 |  |  |                                                                                      |                                                                                      |                                                                                      |                                                                                      |                                                                                      |                                                                                      |  |  |  |  |  |  |  |  |  |  |  |  |  |  |  |  |  |  |  |  |  |  |  |  |  |  |  |  |  |  |  |  |  |  |  |  |  |  |  |  |  |  |  |  |
|                                                                                      |                                                                                      |                                                                                      |                                                                                      |                                                                                      |                                                                                      |  |  | | | | | | |  |  |                                                                          |                                                                          |                                                                          |                                                                          |                                                                          |                                                                          | Antoine-Marie Guaita (1722 † 1808) Banquier | Antoine-Marie Guaita (1722 † 1808) Banquier | Antoine-Marie Guaita (1722 † 1808) Banquier                             | Antoine-Marie Guaita (1722 † 1808) Banquier                             | Antoine-Marie Guaita (1722 † 1808) Banquier                             | Antoine-Marie Guaita (1722 † 1808) Banquier                             |                                                                         |                                                                         |  |  |                                                                                      |                                                                                      | Catherine Claire Bessel (1733 † 1783)                                                | Catherine Claire Bessel (1733 † 1783)                                                | Catherine Claire Bessel (1733 † 1783)                                                | Catherine Claire Bessel (1733 † 1783)                                                | Catherine Claire Bessel (1733 † 1783) | Catherine Claire Bessel (1733 † 1783) |                                                                         |                                                                         |                                                                         |                                                                         |                                                                         |                                                                         | Pierre Louis Roederer (1711 † 1789) | Pierre Louis Roederer (1711 † 1789) | Pierre Louis Roederer (1711 † 1789)                                                  | Pierre Louis Roederer (1711 † 1789)                                                  | Pierre Louis Roederer (1711 † 1789)                                                  | Pierre Louis Roederer (1711 † 1789)                                                  |                                                                                      |                                                                                      |  |  |                                                                |                                                                | Margueritte Gravelotte (1717 † 1768)                           | Margueritte Gravelotte (1717 † 1768)                           | Margueritte Gravelotte (1717 † 1768)                           | Margueritte Gravelotte (1717 † 1768)                           | Margueritte Gravelotte (1717 † 1768) | Margueritte Gravelotte (1717 † 1768) | | | | | | |  |  |                                 |                                 |                                 |                                 |                                 |                                 |  |  |                                                                                      |                                                                                      |                                                                                      |                                                                                      |                                                                                      |                                                                                      |  |  |  |  |  |  |  |  |  |  |  |  |  |  |  |  |  |  |  |  |  |  |  |  |  |  |  |  |  |  |  |  |  |  |  |  |  |  |  |  |  |  |  |  |
|                                                                                      |                                                                                      |                                                                                      |                                                                                      |                                                                                      |                                                                                      |  |  | | | | | | |  |  |                                                                          |                                                                          |                                                                          |                                                                          |                                                                          |                                                                          |                                             |                                             |                                                                         |                                                                         |                                                                         |                                                                         |                                                                         |                                                                         |  |  |                                                                                      |                                                                                      |                                                                                      |                                                                                      |                                                                                      |                                                                                      |                                       |                                       |                                                                         |                                                                         |                                                                         |                                                                         |                                                                         |                                                                         |                                     |                                     |                                                                                      |                                                                                      |                                                                                      |                                                                                      |                                                                                      |                                                                                      |  |  |                                                                |                                                                |                                                                |                                                                |                                                                |                                                                |                                      |                                      | | | | | | |  |  |                                 |                                 |                                 |                                 |                                 |                                 |  |  |                                                                                      |                                                                                      |                                                                                      |                                                                                      |                                                                                      |                                                                                      |  |  |  |  |  |  |  |  |  |  |  |  |  |  |  |  |  |  |  |  |  |  |  |  |  |  |  |  |  |  |  |  |  |  |  |  |  |  |  |  |  |  |  |  |
|                                                                                      |                                                                                      |                                                                                      |                                                                                      |                                                                                      |                                                                                      |  |  | | | | | | |  |  |                                                                          |                                                                          |                                                                          |                                                                          |                                                                          |                                                                          |                                             |                                             |                                                                         |                                                                         |                                                                         |                                                                         |                                                                         |                                                                         |  |  |                                                                                      |                                                                                      |                                                                                      |                                                                                      |                                                                                      |                                                                                      |                                       |                                       |                                                                         |                                                                         |                                                                         |                                                                         |                                                                         |                                                                         |                                     |                                     |                                                                                      |                                                                                      |                                                                                      |                                                                                      |                                                                                      |                                                                                      |  |  |                                                                |                                                                |                                                                |                                                                |                                                                |                                                                |                                      |                                      | | | | | | |  |  |                                 |                                 |                                 |                                 |                                 |                                 |  |  |                                                                                      |                                                                                      |                                                                                      |                                                                                      |                                                                                      |                                                                                      |  |  |  |  |  |  |  |  |  |  |  |  |  |  |  |  |  |  |  |  |  |  |  |  |  |  |  |  |  |  |  |  |  |  |  |  |  |  |  |  |  |  |  |  |
|                                                                                      |                                                                                      |                                                                                      |                                                                                      |                                                                                      |                                                                                      |  |  | | | | | | |  |  | Marie-Anne Schweitzer (1761 † 1792)                                      | Marie-Anne Schweitzer (1761 † 1792)                                      | Marie-Anne Schweitzer (1761 † 1792)                                      | Marie-Anne Schweitzer (1761 † 1792)                                      | Marie-Anne Schweitzer (1761 † 1792)                                      | Marie-Anne Schweitzer (1761 † 1792)                                      |                                             |                                             | Georges de Guaita (1755 † 1831) Directeur verrerie de Cirey             | Georges de Guaita (1755 † 1831) Directeur verrerie de Cirey             | Georges de Guaita (1755 † 1831) Directeur verrerie de Cirey             | Georges de Guaita (1755 † 1831) Directeur verrerie de Cirey             | Georges de Guaita (1755 † 1831) Directeur verrerie de Cirey             | Georges de Guaita (1755 † 1831) Directeur verrerie de Cirey             |  |  | Etienne de Guaita (1772 † 1848) sans descendance                                     | Etienne de Guaita (1772 † 1848) sans descendance                                     | Etienne de Guaita (1772 † 1848) sans descendance                                     | Etienne de Guaita (1772 † 1848) sans descendance                                     | Etienne de Guaita (1772 † 1848) sans descendance                                     | Etienne de Guaita (1772 † 1848) sans descendance                                     |                                       |                                       | Louise de Guaïta (1757 † 1833)                                          | Louise de Guaïta (1757 † 1833)                                          | Louise de Guaïta (1757 † 1833)                                          | Louise de Guaïta (1757 † 1833)                                          | Louise de Guaïta (1757 † 1833)                                          | Louise de Guaïta (1757 † 1833)                                          |                                     |                                     | Pierre Louis Roederer (1754 † 1835)                                                  | Pierre Louis Roederer (1754 † 1835)                                                  | Pierre Louis Roederer (1754 † 1835)                                                  | Pierre Louis Roederer (1754 † 1835)                                                  | Pierre Louis Roederer (1754 † 1835)                                                  | Pierre Louis Roederer (1754 † 1835)                                                  |  |  | Anne Roederer (1744 † 1771)                                    | Anne Roederer (1744 † 1771)                                    | Anne Roederer (1744 † 1771)                                    | Anne Roederer (1744 † 1771)                                    | Anne Roederer (1744 † 1771)                                    | Anne Roederer (1744 † 1771)                                    |                                      |                                      | Louis Antoine Ména (1732 † 1807) Directeur verrerie de Saint-Quirin                                  | Louis Antoine Ména (1732 † 1807) Directeur verrerie de Saint-Quirin                                  | Louis Antoine Ména (1732 † 1807) Directeur verrerie de Saint-Quirin                                  | Louis Antoine Ména (1732 † 1807) Directeur verrerie de Saint-Quirin                                  | Louis Antoine Ména (1732 † 1807) Directeur verrerie de Saint-Quirin                                  | Louis Antoine Ména (1732 † 1807) Directeur verrerie de Saint-Quirin                                  |  |  |                                 |                                 |                                 |                                 |                                 |                                 |  |  |                                                                                      |                                                                                      |                                                                                      |                                                                                      |                                                                                      |                                                                                      |  |  |  |  |  |  |  |  |  |  |  |  |  |  |  |  |  |  |  |  |  |  |  |  |  |  |  |  |  |  |  |  |  |  |  |  |  |  |  |  |  |  |  |  |
|                                                                                      |                                                                                      |                                                                                      |                                                                                      |                                                                                      |                                                                                      |  |  | | | | | | |  |  | Marie-Anne Schweitzer (1761 † 1792)                                      | Marie-Anne Schweitzer (1761 † 1792)                                      | Marie-Anne Schweitzer (1761 † 1792)                                      | Marie-Anne Schweitzer (1761 † 1792)                                      | Marie-Anne Schweitzer (1761 † 1792)                                      | Marie-Anne Schweitzer (1761 † 1792)                                      |                                             |                                             | Georges de Guaita (1755 † 1831) Directeur verrerie de Cirey             | Georges de Guaita (1755 † 1831) Directeur verrerie de Cirey             | Georges de Guaita (1755 † 1831) Directeur verrerie de Cirey             | Georges de Guaita (1755 † 1831) Directeur verrerie de Cirey             | Georges de Guaita (1755 † 1831) Directeur verrerie de Cirey             | Georges de Guaita (1755 † 1831) Directeur verrerie de Cirey             |  |  | Etienne de Guaita (1772 † 1848) sans descendance                                     | Etienne de Guaita (1772 † 1848) sans descendance                                     | Etienne de Guaita (1772 † 1848) sans descendance                                     | Etienne de Guaita (1772 † 1848) sans descendance                                     | Etienne de Guaita (1772 † 1848) sans descendance                                     | Etienne de Guaita (1772 † 1848) sans descendance                                     |                                       |                                       | Louise de Guaïta (1757 † 1833)                                          | Louise de Guaïta (1757 † 1833)                                          | Louise de Guaïta (1757 † 1833)                                          | Louise de Guaïta (1757 † 1833)                                          | Louise de Guaïta (1757 † 1833)                                          | Louise de Guaïta (1757 † 1833)                                          |                                     |                                     | Pierre Louis Roederer (1754 † 1835)                                                  | Pierre Louis Roederer (1754 † 1835)                                                  | Pierre Louis Roederer (1754 † 1835)                                                  | Pierre Louis Roederer (1754 † 1835)                                                  | Pierre Louis Roederer (1754 † 1835)                                                  | Pierre Louis Roederer (1754 † 1835)                                                  |  |  | Anne Roederer (1744 † 1771)                                    | Anne Roederer (1744 † 1771)                                    | Anne Roederer (1744 † 1771)                                    | Anne Roederer (1744 † 1771)                                    | Anne Roederer (1744 † 1771)                                    | Anne Roederer (1744 † 1771)                                    |                                      |                                      | Louis Antoine Ména (1732 † 1807) Directeur verrerie de Saint-Quirin                                  | Louis Antoine Ména (1732 † 1807) Directeur verrerie de Saint-Quirin                                  | Louis Antoine Ména (1732 † 1807) Directeur verrerie de Saint-Quirin                                  | Louis Antoine Ména (1732 † 1807) Directeur verrerie de Saint-Quirin                                  | Louis Antoine Ména (1732 † 1807) Directeur verrerie de Saint-Quirin                                  | Louis Antoine Ména (1732 † 1807) Directeur verrerie de Saint-Quirin                                  |  |  |                                 |                                 |                                 |                                 |                                 |                                 |  |  |                                                                                      |                                                                                      |                                                                                      |                                                                                      |                                                                                      |                                                                                      |  |  |  |  |  |  |  |  |  |  |  |  |  |  |  |  |  |  |  |  |  |  |  |  |  |  |  |  |  |  |  |  |  |  |  |  |  |  |  |  |  |  |  |  |
|                                                                                      |                                                                                      |                                                                                      |                                                                                      |                                                                                      |                                                                                      |  |  | | | | | | |  |  |                                                                          |                                                                          |                                                                          |                                                                          |                                                                          |                                                                          |                                             |                                             |                                                                         |                                                                         |                                                                         |                                                                         |                                                                         |                                                                         |  |  |                                                                                      |                                                                                      |                                                                                      |                                                                                      |                                                                                      |                                                                                      |                                       |                                       |                                                                         |                                                                         |                                                                         |                                                                         |                                                                         |                                                                         |                                     |                                     |                                                                                      |                                                                                      |                                                                                      |                                                                                      |                                                                                      |                                                                                      |  |  |                                                                |                                                                |                                                                |                                                                |                                                                |                                                                |                                      |                                      | | | | | | |  |  |                                 |                                 |                                 |                                 |                                 |                                 |  |  |                                                                                      |                                                                                      |                                                                                      |                                                                                      |                                                                                      |                                                                                      |  |  |  |  |  |  |  |  |  |  |  |  |  |  |  |  |  |  |  |  |  |  |  |  |  |  |  |  |  |  |  |  |  |  |  |  |  |  |  |  |  |  |  |  |
|                                                                                      |                                                                                      |                                                                                      |                                                                                      |                                                                                      |                                                                                      |  |  | | | | | | |  |  |                                                                          |                                                                          |                                                                          |                                                                          |                                                                          |                                                                          |                                             |                                             |                                                                         |                                                                         |                                                                         |                                                                         |                                                                         |                                                                         |  |  |                                                                                      |                                                                                      |                                                                                      |                                                                                      |                                                                                      |                                                                                      |                                       |                                       |                                                                         |                                                                         |                                                                         |                                                                         |                                                                         |                                                                         |                                     |                                     |                                                                                      |                                                                                      |                                                                                      |                                                                                      |                                                                                      |                                                                                      |  |  |                                                                |                                                                |                                                                |                                                                |                                                                |                                                                |                                      |                                      | | | | | | |  |  |                                 |                                 |                                 |                                 |                                 |                                 |  |  |                                                                                      |                                                                                      |                                                                                      |                                                                                      |                                                                                      |                                                                                      |  |  |  |  |  |  |  |  |  |  |  |  |  |  |  |  |  |  |  |  |  |  |  |  |  |  |  |  |  |  |  |  |  |  |  |  |  |  |  |  |  |  |  |  |
|                                                                                      |                                                                                      |                                                                                      |                                                                                      |                                                                                      |                                                                                      |  |  | Catherine Claire de Guaita (1782 † 1836) ép.Auguste Chevandier de Valdrome (1781 † 1865) Président | Catherine Claire de Guaita (1782 † 1836) ép.Auguste Chevandier de Valdrome (1781 † 1865) Président | Catherine Claire de Guaita (1782 † 1836) ép.Auguste Chevandier de Valdrome (1781 † 1865) Président | Catherine Claire de Guaita (1782 † 1836) ép.Auguste Chevandier de Valdrome (1781 † 1865) Président | Catherine Claire de Guaita (1782 † 1836) ép.Auguste Chevandier de Valdrome (1781 † 1865) Président | Catherine Claire de Guaita (1782 † 1836) ép.Auguste Chevandier de Valdrome (1781 † 1865) Président |  |  | Pauline de Guaita (1783 † 1854) ép. Jean Baptiste de Mesny (1771 † 1855) | Pauline de Guaita (1783 † 1854) ép. Jean Baptiste de Mesny (1771 † 1855) | Pauline de Guaita (1783 † 1854) ép. Jean Baptiste de Mesny (1771 † 1855) | Pauline de Guaita (1783 † 1854) ép. Jean Baptiste de Mesny (1771 † 1855) | Pauline de Guaita (1783 † 1854) ép. Jean Baptiste de Mesny (1771 † 1855) | Pauline de Guaita (1783 † 1854) ép. Jean Baptiste de Mesny (1771 † 1855) |                                             |                                             | Antoine Marie de Guaita (1785 † 1834) ép. Adèle de Mesny (1803 † 1871)  | Antoine Marie de Guaita (1785 † 1834) ép. Adèle de Mesny (1803 † 1871)  | Antoine Marie de Guaita (1785 † 1834) ép. Adèle de Mesny (1803 † 1871)  | Antoine Marie de Guaita (1785 † 1834) ép. Adèle de Mesny (1803 † 1871)  | Antoine Marie de Guaita (1785 † 1834) ép. Adèle de Mesny (1803 † 1871)  | Antoine Marie de Guaita (1785 † 1834) ép. Adèle de Mesny (1803 † 1871)  |  |  | François de Guaita (1790 † 1866) ép. Caroline Allesina von Schweitzer (1797 † 1855)  | François de Guaita (1790 † 1866) ép. Caroline Allesina von Schweitzer (1797 † 1855)  | François de Guaita (1790 † 1866) ép. Caroline Allesina von Schweitzer (1797 † 1855)  | François de Guaita (1790 † 1866) ép. Caroline Allesina von Schweitzer (1797 † 1855)  | François de Guaita (1790 † 1866) ép. Caroline Allesina von Schweitzer (1797 † 1855)  | François de Guaita (1790 † 1866) ép. Caroline Allesina von Schweitzer (1797 † 1855)  |                                       |                                       | Pierre Louis Roederer (1780-1834) ép. Blanche de Corcelle (1797 † 188') | Pierre Louis Roederer (1780-1834) ép. Blanche de Corcelle (1797 † 188') | Pierre Louis Roederer (1780-1834) ép. Blanche de Corcelle (1797 † 188') | Pierre Louis Roederer (1780-1834) ép. Blanche de Corcelle (1797 † 188') | Pierre Louis Roederer (1780-1834) ép. Blanche de Corcelle (1797 † 188') | Pierre Louis Roederer (1780-1834) ép. Blanche de Corcelle (1797 † 188') |                                     |                                     | Antoine-Marie Roederer (1782 † 1865) ép. Adélaïde Berthier (1792 † 1874)             | Antoine-Marie Roederer (1782 † 1865) ép. Adélaïde Berthier (1792 † 1874)             | Antoine-Marie Roederer (1782 † 1865) ép. Adélaïde Berthier (1792 † 1874)             | Antoine-Marie Roederer (1782 † 1865) ép. Adélaïde Berthier (1792 † 1874)             | Antoine-Marie Roederer (1782 † 1865) ép. Adélaïde Berthier (1792 † 1874)             | Antoine-Marie Roederer (1782 † 1865) ép. Adélaïde Berthier (1792 † 1874)             |  |  | Marthe Roederer (1783-1823) ép. Gaspard Gourgaud (1783 † 1852) | Marthe Roederer (1783-1823) ép. Gaspard Gourgaud (1783 † 1852) | Marthe Roederer (1783-1823) ép. Gaspard Gourgaud (1783 † 1852) | Marthe Roederer (1783-1823) ép. Gaspard Gourgaud (1783 † 1852) | Marthe Roederer (1783-1823) ép. Gaspard Gourgaud (1783 † 1852) | Marthe Roederer (1783-1823) ép. Gaspard Gourgaud (1783 † 1852) |                                      |                                      | Marguerite Ména (1766 † 1835) ép. Auguste Desrousseaux (1753 † 1838) Directeur verrerie de Monthermé | Marguerite Ména (1766 † 1835) ép. Auguste Desrousseaux (1753 † 1838) Directeur verrerie de Monthermé | Marguerite Ména (1766 † 1835) ép. Auguste Desrousseaux (1753 † 1838) Directeur verrerie de Monthermé | Marguerite Ména (1766 † 1835) ép. Auguste Desrousseaux (1753 † 1838) Directeur verrerie de Monthermé | Marguerite Ména (1766 † 1835) ép. Auguste Desrousseaux (1753 † 1838) Directeur verrerie de Monthermé | Marguerite Ména (1766 † 1835) ép. Auguste Desrousseaux (1753 † 1838) Directeur verrerie de Monthermé |  |  |                                 |                                 |                                 |                                 |                                 |                                 |  |  |                                                                                      |                                                                                      |                                                                                      |                                                                                      |                                                                                      |                                                                                      |  |  |  |  |  |  |  |  |  |  |  |  |  |  |  |  |  |  |  |  |  |  |  |  |  |  |  |  |  |  |  |  |  |  |  |  |  |  |  |  |  |  |  |  |
|                                                                                      |                                                                                      |                                                                                      |                                                                                      |                                                                                      |                                                                                      |  |  | Catherine Claire de Guaita (1782 † 1836) ép.Auguste Chevandier de Valdrome (1781 † 1865) Président | Catherine Claire de Guaita (1782 † 1836) ép.Auguste Chevandier de Valdrome (1781 † 1865) Président | Catherine Claire de Guaita (1782 † 1836) ép.Auguste Chevandier de Valdrome (1781 † 1865) Président | Catherine Claire de Guaita (1782 † 1836) ép.Auguste Chevandier de Valdrome (1781 † 1865) Président | Catherine Claire de Guaita (1782 † 1836) ép.Auguste Chevandier de Valdrome (1781 † 1865) Président | Catherine Claire de Guaita (1782 † 1836) ép.Auguste Chevandier de Valdrome (1781 † 1865) Président |  |  | Pauline de Guaita (1783 † 1854) ép. Jean Baptiste de Mesny (1771 † 1855) | Pauline de Guaita (1783 † 1854) ép. Jean Baptiste de Mesny (1771 † 1855) | Pauline de Guaita (1783 † 1854) ép. Jean Baptiste de Mesny (1771 † 1855) | Pauline de Guaita (1783 † 1854) ép. Jean Baptiste de Mesny (1771 † 1855) | Pauline de Guaita (1783 † 1854) ép. Jean Baptiste de Mesny (1771 † 1855) | Pauline de Guaita (1783 † 1854) ép. Jean Baptiste de Mesny (1771 † 1855) |                                             |                                             | Antoine Marie de Guaita (1785 † 1834) ép. Adèle de Mesny (1803 † 1871)  | Antoine Marie de Guaita (1785 † 1834) ép. Adèle de Mesny (1803 † 1871)  | Antoine Marie de Guaita (1785 † 1834) ép. Adèle de Mesny (1803 † 1871)  | Antoine Marie de Guaita (1785 † 1834) ép. Adèle de Mesny (1803 † 1871)  | Antoine Marie de Guaita (1785 † 1834) ép. Adèle de Mesny (1803 † 1871)  | Antoine Marie de Guaita (1785 † 1834) ép. Adèle de Mesny (1803 † 1871)  |  |  | François de Guaita (1790 † 1866) ép. Caroline Allesina von Schweitzer (1797 † 1855)  | François de Guaita (1790 † 1866) ép. Caroline Allesina von Schweitzer (1797 † 1855)  | François de Guaita (1790 † 1866) ép. Caroline Allesina von Schweitzer (1797 † 1855)  | François de Guaita (1790 † 1866) ép. Caroline Allesina von Schweitzer (1797 † 1855)  | François de Guaita (1790 † 1866) ép. Caroline Allesina von Schweitzer (1797 † 1855)  | François de Guaita (1790 † 1866) ép. Caroline Allesina von Schweitzer (1797 † 1855)  |                                       |                                       | Pierre Louis Roederer (1780-1834) ép. Blanche de Corcelle (1797 † 188') | Pierre Louis Roederer (1780-1834) ép. Blanche de Corcelle (1797 † 188') | Pierre Louis Roederer (1780-1834) ép. Blanche de Corcelle (1797 † 188') | Pierre Louis Roederer (1780-1834) ép. Blanche de Corcelle (1797 † 188') | Pierre Louis Roederer (1780-1834) ép. Blanche de Corcelle (1797 † 188') | Pierre Louis Roederer (1780-1834) ép. Blanche de Corcelle (1797 † 188') |                                     |                                     | Antoine-Marie Roederer (1782 † 1865) ép. Adélaïde Berthier (1792 † 1874)             | Antoine-Marie Roederer (1782 † 1865) ép. Adélaïde Berthier (1792 † 1874)             | Antoine-Marie Roederer (1782 † 1865) ép. Adélaïde Berthier (1792 † 1874)             | Antoine-Marie Roederer (1782 † 1865) ép. Adélaïde Berthier (1792 † 1874)             | Antoine-Marie Roederer (1782 † 1865) ép. Adélaïde Berthier (1792 † 1874)             | Antoine-Marie Roederer (1782 † 1865) ép. Adélaïde Berthier (1792 † 1874)             |  |  | Marthe Roederer (1783-1823) ép. Gaspard Gourgaud (1783 † 1852) | Marthe Roederer (1783-1823) ép. Gaspard Gourgaud (1783 † 1852) | Marthe Roederer (1783-1823) ép. Gaspard Gourgaud (1783 † 1852) | Marthe Roederer (1783-1823) ép. Gaspard Gourgaud (1783 † 1852) | Marthe Roederer (1783-1823) ép. Gaspard Gourgaud (1783 † 1852) | Marthe Roederer (1783-1823) ép. Gaspard Gourgaud (1783 † 1852) |                                      |                                      | Marguerite Ména (1766 † 1835) ép. Auguste Desrousseaux (1753 † 1838) Directeur verrerie de Monthermé | Marguerite Ména (1766 † 1835) ép. Auguste Desrousseaux (1753 † 1838) Directeur verrerie de Monthermé | Marguerite Ména (1766 † 1835) ép. Auguste Desrousseaux (1753 † 1838) Directeur verrerie de Monthermé | Marguerite Ména (1766 † 1835) ép. Auguste Desrousseaux (1753 † 1838) Directeur verrerie de Monthermé | Marguerite Ména (1766 † 1835) ép. Auguste Desrousseaux (1753 † 1838) Directeur verrerie de Monthermé | Marguerite Ména (1766 † 1835) ép. Auguste Desrousseaux (1753 † 1838) Directeur verrerie de Monthermé |  |  |                                 |                                 |                                 |                                 |                                 |                                 |  |  |                                                                                      |                                                                                      |                                                                                      |                                                                                      |                                                                                      |                                                                                      |  |  |  |  |  |  |  |  |  |  |  |  |  |  |  |  |  |  |  |  |  |  |  |  |  |  |  |  |  |  |  |  |  |  |  |  |  |  |  |  |  |  |  |  |
|                                                                                      |                                                                                      |                                                                                      |                                                                                      |                                                                                      |                                                                                      |  |  | | | | | | |  |  |                                                                          |                                                                          |                                                                          |                                                                          |                                                                          |                                                                          |                                             |                                             |                                                                         |                                                                         |                                                                         |                                                                         |                                                                         |                                                                         |  |  |                                                                                      |                                                                                      |                                                                                      |                                                                                      |                                                                                      |                                                                                      |                                       |                                       |                                                                         |                                                                         |                                                                         |                                                                         |                                                                         |                                                                         |                                     |                                     |                                                                                      |                                                                                      |                                                                                      |                                                                                      |                                                                                      |                                                                                      |  |  |                                                                |                                                                |                                                                |                                                                |                                                                |                                                                |                                      |                                      | | | | | | |  |  |                                 |                                 |                                 |                                 |                                 |                                 |  |  |                                                                                      |                                                                                      |                                                                                      |                                                                                      |                                                                                      |                                                                                      |  |  |  |  |  |  |  |  |  |  |  |  |  |  |  |  |  |  |  |  |  |  |  |  |  |  |  |  |  |  |  |  |  |  |  |  |  |  |  |  |  |  |  |  |
|                                                                                      |                                                                                      |                                                                                      |                                                                                      |                                                                                      |                                                                                      |  |  | | | | | | |  |  |                                                                          |                                                                          |                                                                          |                                                                          |                                                                          |                                                                          |                                             |                                             |                                                                         |                                                                         |                                                                         |                                                                         |                                                                         |                                                                         |  |  |                                                                                      |                                                                                      |                                                                                      |                                                                                      |                                                                                      |                                                                                      |                                       |                                       |                                                                         |                                                                         |                                                                         |                                                                         |                                                                         |                                                                         |                                     |                                     |                                                                                      |                                                                                      |                                                                                      |                                                                                      |                                                                                      |                                                                                      |  |  |                                                                |                                                                |                                                                |                                                                |                                                                |                                                                |                                      |                                      | | | | | | |  |  |                                 |                                 |                                 |                                 |                                 |                                 |  |  |                                                                                      |                                                                                      |                                                                                      |                                                                                      |                                                                                      |                                                                                      |  |  |  |  |  |  |  |  |  |  |  |  |  |  |  |  |  |  |  |  |  |  |  |  |  |  |  |  |  |  |  |  |  |  |  |  |  |  |  |  |  |  |  |  |
|                                                                                      |                                                                                      |                                                                                      |                                                                                      |                                                                                      |                                                                                      |  |  | | | | | | |  |  |                                                                          |                                                                          |                                                                          |                                                                          |                                                                          |                                                                          |                                             |                                             |                                                                         |                                                                         |                                                                         |                                                                         |                                                                         |                                                                         |  |  |                                                                                      |                                                                                      |                                                                                      |                                                                                      |                                                                                      |                                                                                      |                                       |                                       |                                                                         |                                                                         |                                                                         |                                                                         |                                                                         |                                                                         |                                     |                                     |                                                                                      |                                                                                      |                                                                                      |                                                                                      |                                                                                      |                                                                                      |  |  |                                                                |                                                                |                                                                |                                                                |                                                                |                                                                |                                      |                                      | | | | | | |  |  |                                 |                                 |                                 |                                 |                                 |                                 |  |  |                                                                                      |                                                                                      |                                                                                      |                                                                                      |                                                                                      |                                                                                      |  |  |  |  |  |  |  |  |  |  |  |  |  |  |  |  |  |  |  |  |  |  |  |  |  |  |  |  |  |  |  |  |  |  |  |  |  |  |  |  |  |  |  |  |
|                                                                                      |                                                                                      |                                                                                      |                                                                                      |                                                                                      |                                                                                      |  |  | | | | | | |  |  |                                                                          |                                                                          |                                                                          |                                                                          |                                                                          |                                                                          |                                             |                                             |                                                                         |                                                                         |                                                                         |                                                                         |                                                                         |                                                                         |  |  |                                                                                      |                                                                                      |                                                                                      |                                                                                      |                                                                                      |                                                                                      |                                       |                                       |                                                                         |                                                                         |                                                                         |                                                                         |                                                                         |                                                                         |                                     |                                     |                                                                                      |                                                                                      |                                                                                      |                                                                                      |                                                                                      |                                                                                      |  |  |                                                                |                                                                |                                                                |                                                                |                                                                |                                                                |                                      |                                      | | | | | | |  |  |                                 |                                 |                                 |                                 |                                 |                                 |  |  |                                                                                      |                                                                                      |                                                                                      |                                                                                      |                                                                                      |                                                                                      |  |  |  |  |  |  |  |  |  |  |  |  |  |  |  |  |  |  |  |  |  |  |  |  |  |  |  |  |  |  |  |  |  |  |  |  |  |  |  |  |  |  |  |  |
|                                                                                      |                                                                                      |                                                                                      |                                                                                      |                                                                                      |                                                                                      |  |  | | | | | | |  |  |                                                                          |                                                                          |                                                                          |                                                                          |                                                                          |                                                                          |                                             |                                             |                                                                         |                                                                         |                                                                         |                                                                         |                                                                         |                                                                         |  |  |                                                                                      |                                                                                      |                                                                                      |                                                                                      |                                                                                      |                                                                                      |                                       |                                       |                                                                         |                                                                         |                                                                         |                                                                         |                                                                         |                                                                         |                                     |                                     |                                                                                      |                                                                                      |                                                                                      |                                                                                      |                                                                                      |                                                                                      |  |  |                                                                |                                                                |                                                                |                                                                |                                                                |                                                                |                                      |                                      | | | | | | |  |  |                                 |                                 |                                 |                                 |                                 |                                 |  |  |                                                                                      |                                                                                      |                                                                                      |                                                                                      |                                                                                      |                                                                                      |  |  |  |  |  |  |  |  |  |  |  |  |  |  |  |  |  |  |  |  |  |  |  |  |  |  |  |  |  |  |  |  |  |  |  |  |  |  |  |  |  |  |  |  |
|                                                                                      |                                                                                      |                                                                                      |                                                                                      |                                                                                      |                                                                                      |  |  | | | | | | |  |  |                                                                          |                                                                          |                                                                          |                                                                          |                                                                          |                                                                          |                                             |                                             |                                                                         |                                                                         |                                                                         |                                                                         |                                                                         |                                                                         |  |  |                                                                                      |                                                                                      |                                                                                      |                                                                                      |                                                                                      |                                                                                      |                                       |                                       |                                                                         |                                                                         |                                                                         |                                                                         |                                                                         |                                                                         |                                     |                                     |                                                                                      |                                                                                      |                                                                                      |                                                                                      |                                                                                      |                                                                                      |  |  |                                                                |                                                                |                                                                |                                                                |                                                                |                                                                |                                      |                                      | | | | | | |  |  |                                 |                                 |                                 |                                 |                                 |                                 |  |  |                                                                                      |                                                                                      |                                                                                      |                                                                                      |                                                                                      |                                                                                      |  |  |  |  |  |  |  |  |  |  |  |  |  |  |  |  |  |  |  |  |  |  |  |  |  |  |  |  |  |  |  |  |  |  |  |  |  |  |  |  |  |  |  |  |
|                                                                                      |                                                                                      |                                                                                      |                                                                                      |                                                                                      |                                                                                      |  |  | | | | | | |  |  |                                                                          |                                                                          |                                                                          |                                                                          |                                                                          |                                                                          |                                             |                                             |                                                                         |                                                                         |                                                                         |                                                                         |                                                                         |                                                                         |  |  |                                                                                      |                                                                                      |                                                                                      |                                                                                      |                                                                                      |                                                                                      |                                       |                                       |                                                                         |                                                                         |                                                                         |                                                                         |                                                                         |                                                                         |                                     |                                     |                                                                                      |                                                                                      |                                                                                      |                                                                                      |                                                                                      |                                                                                      |  |  |                                                                |                                                                |                                                                |                                                                |                                                                |                                                                |                                      |                                      | | | | | | |  |  |                                 |                                 |                                 |                                 |                                 |                                 |  |  |                                                                                      |                                                                                      |                                                                                      |                                                                                      |                                                                                      |                                                                                      |  |  |  |  |  |  |  |  |  |  |  |  |  |  |  |  |  |  |  |  |  |  |  |  |  |  |  |  |  |  |  |  |  |  |  |  |  |  |  |  |  |  |  |  |
| Georges Chevandier de Valdrome (1804 † 1887) Sous Directeur verrerie de Saint-Quirin | Georges Chevandier de Valdrome (1804 † 1887) Sous Directeur verrerie de Saint-Quirin | Georges Chevandier de Valdrome (1804 † 1887) Sous Directeur verrerie de Saint-Quirin | Georges Chevandier de Valdrome (1804 † 1887) Sous Directeur verrerie de Saint-Quirin | Georges Chevandier de Valdrome (1804 † 1887) Sous Directeur verrerie de Saint-Quirin | Georges Chevandier de Valdrome (1804 † 1887) Sous Directeur verrerie de Saint-Quirin |  |  | Eugène Chevandier de Valdrome (1810 † 1878) Directeur verrerie de Cirey                            | Eugène Chevandier de Valdrome (1810 † 1878) Directeur verrerie de Cirey                            | Eugène Chevandier de Valdrome (1810 † 1878) Directeur verrerie de Cirey                            | Eugène Chevandier de Valdrome (1810 † 1878) Directeur verrerie de Cirey                            | Eugène Chevandier de Valdrome (1810 † 1878) Directeur verrerie de Cirey                            | Eugène Chevandier de Valdrome (1810 † 1878) Directeur verrerie de Cirey                            |  |  | Paul Chevandier de Valdrome (1817 † 1877) Artiste peintre                | Paul Chevandier de Valdrome (1817 † 1877) Artiste peintre                | Paul Chevandier de Valdrome (1817 † 1877) Artiste peintre                | Paul Chevandier de Valdrome (1817 † 1877) Artiste peintre                | Paul Chevandier de Valdrome (1817 † 1877) Artiste peintre                | Paul Chevandier de Valdrome (1817 † 1877) Artiste peintre                |                                             |                                             | Amélie de Guaita (1822 † 1895) ép. Charles Fouques Duparc (1807 † 1879) | Amélie de Guaita (1822 † 1895) ép. Charles Fouques Duparc (1807 † 1879) | Amélie de Guaita (1822 † 1895) ép. Charles Fouques Duparc (1807 † 1879) | Amélie de Guaita (1822 † 1895) ép. Charles Fouques Duparc (1807 † 1879) | Amélie de Guaita (1822 † 1895) ép. Charles Fouques Duparc (1807 † 1879) | Amélie de Guaita (1822 † 1895) ép. Charles Fouques Duparc (1807 † 1879) |  |  | Claire Jeanne de Guaita (1823 † 1903) ép. Frédéric Gagneur de Patornay (1809 † 1880) | Claire Jeanne de Guaita (1823 † 1903) ép. Frédéric Gagneur de Patornay (1809 † 1880) | Claire Jeanne de Guaita (1823 † 1903) ép. Frédéric Gagneur de Patornay (1809 † 1880) | Claire Jeanne de Guaita (1823 † 1903) ép. Frédéric Gagneur de Patornay (1809 † 1880) | Claire Jeanne de Guaita (1823 † 1903) ép. Frédéric Gagneur de Patornay (1809 † 1880) | Claire Jeanne de Guaita (1823 † 1903) ép. Frédéric Gagneur de Patornay (1809 † 1880) |                                       |                                       | François Paul de Guaita (1832 † 1880)                                   | François Paul de Guaita (1832 † 1880)                                   | François Paul de Guaita (1832 † 1880)                                   | François Paul de Guaita (1832 † 1880)                                   | François Paul de Guaita (1832 † 1880)                                   | François Paul de Guaita (1832 † 1880)                                   |                                     |                                     | Thérèse Allesina von Schweitzer (1829 † 1881) ép. Louis Thomas Mariani (1815 † 1890) | Thérèse Allesina von Schweitzer (1829 † 1881) ép. Louis Thomas Mariani (1815 † 1890) | Thérèse Allesina von Schweitzer (1829 † 1881) ép. Louis Thomas Mariani (1815 † 1890) | Thérèse Allesina von Schweitzer (1829 † 1881) ép. Louis Thomas Mariani (1815 † 1890) | Thérèse Allesina von Schweitzer (1829 † 1881) ép. Louis Thomas Mariani (1815 † 1890) | Thérèse Allesina von Schweitzer (1829 † 1881) ép. Louis Thomas Mariani (1815 † 1890) |  |  | Pierre Louis Roederer (1824 † 1886)                            | Pierre Louis Roederer (1824 † 1886)                            | Pierre Louis Roederer (1824 † 1886)                            | Pierre Louis Roederer (1824 † 1886)                            | Pierre Louis Roederer (1824 † 1886)                            | Pierre Louis Roederer (1824 † 1886)                            |                                      |                                      | Alexandrine Roederer (1811 † 1892) ép. Thomas Louis Mercier (1800 † 1882)                            | Alexandrine Roederer (1811 † 1892) ép. Thomas Louis Mercier (1800 † 1882)                            | Alexandrine Roederer (1811 † 1892) ép. Thomas Louis Mercier (1800 † 1882)                            | Alexandrine Roederer (1811 † 1892) ép. Thomas Louis Mercier (1800 † 1882)                            | Alexandrine Roederer (1811 † 1892) ép. Thomas Louis Mercier (1800 † 1882)                            | Alexandrine Roederer (1811 † 1892) ép. Thomas Louis Mercier (1800 † 1882)                            |  |  | Napoléon Gourgaud (1823 † 1879) | Napoléon Gourgaud (1823 † 1879) | Napoléon Gourgaud (1823 † 1879) | Napoléon Gourgaud (1823 † 1879) | Napoléon Gourgaud (1823 † 1879) | Napoléon Gourgaud (1823 † 1879) |  |  | Louis Philippe Desrousseaux de Médrano (1785 † 1875) Directeur verrerie de Monthermé | Louis Philippe Desrousseaux de Médrano (1785 † 1875) Directeur verrerie de Monthermé | Louis Philippe Desrousseaux de Médrano (1785 † 1875) Directeur verrerie de Monthermé | Louis Philippe Desrousseaux de Médrano (1785 † 1875) Directeur verrerie de Monthermé | Louis Philippe Desrousseaux de Médrano (1785 † 1875) Directeur verrerie de Monthermé | Louis Philippe Desrousseaux de Médrano (1785 † 1875) Directeur verrerie de Monthermé |  |  |  |  |  |  |  |  |  |  |  |  |  |  |  |  |  |  |  |  |  |  |  |  |  |  |  |  |  |  |  |  |  |  |  |  |  |  |  |  |  |  |  |  |